# Obstructie tijdens de bevalling
Bij obstructie tijdens de bevalling, ook wel dystocie genoemd, kan een baby ondanks normale samentrekking van de baarmoeder het bekken niet verlaten tijdens de bevalling omdat er een fysieke blokkering is. Een complicatie voor de baby is onder meer zuurstofgebrek dat tot de dood kan leiden. Het vergroot het risico dat de moeder een infectie, een baarmoederscheur of een post-partumbloeding krijgt. Een langetermijncomplicatie voor de moeder kan een obstetrische fistel zijn. Er is bij obstructie tijdens de bevalling sprake van een  langdurige bevalling als de actieve fase van de bevalling meer dan twaalf uur duurt.

## Oorzaken en diagnose
De hoofdoorzaken van obstructie bij de bevalling zijn onder meer: een grote baby of baby in een abnormale positie, een klein bekken en problemen met het baringskanaal. Abnormale posities zijn bijvoorbeeld schouderdystocie waarbij de voorste schouder niet gemakkelijk onder het bekken door past. Risicofactoren voor een klein bekken zijn onder meer ondervoeding en te weinig blootstelling aan zonlicht waardoor een vitamine D-tekort ontstaat. Verder komt het vaker voor in de puberteit, omdat het bekken dan nog niet altijd helemaal volgroeid is. Tot problemen met het baringskanaal behoren een vagina en perineum die te nauw zijn, mogelijk ten gevolge van vrouwenbesnijdenis of tumoren. Vaak wordt een partograaf gebruikt om de voortgang van de bevalling te volgen en problemen te diagnosticeren. In combinatie met lichamelijk onderzoek kan dit de diagnose van obstructie bij de bevalling opleveren.

## Behandeling en verspreiding
Voor behandeling van obstructie bij de bevalling kan een keizersnede of vacuümextractie met een eventuele chirurgische verwijding van de schaambeenderen nodig zijn. Andere maatregelen zijn onder meer de vrouwen hydrateren en gebruik van antibiotica als de vliezen al meer dan 18 uur eerder zijn gebroken. In Afrika en Azië is bij twee tot vijf procent van alle bevallingen sprake van obstructie tijdens de bevalling. In 2013 leidde dit tot 19.000 doden, een vermindering ten opzichte van 29.000 doden in 1990 (ongeveer 8% van alle sterfgevallen in relatie tot zwangerschap). De meeste doden door deze aandoening vallen in de ontwikkelingslanden.